# Hořina (Radbuza)
Die Hořina (deutsch Horschina, auch Horzina) ist ein linker Zufluss der Radbuza in Tschechien.

## Verlauf
Die Hořina entspringt in Velký Malahov in den Ausläufern der Sedmihoří (Siebenberge). Ihre Quelle befindet sich im Teich auf dem Dorfplatz von Velký Malahov. Die Hořina fließt an ihrem Oberlauf mit östlicher Richtung zwischen Ostromeč und Jivjany hindurch nach Černovice. Anschließend bildet der Bach in der Staňkovská pahorkatina (Stankauer Hügelland) ein sanftes Tal und fließt mit nordöstlicher Richtung am Hügel Dvanáctka (475 m n.m.) vorbei nach Hradišťany. Dort wendet sich der Bach am Bergsporn Radlštejn (Radelstein) zunächst schroff nach Südosten. Der weitere Lauf der Hořina führt mit östlicher Richtung durch ein unbesiedeltes, teils felsiges Kerbtal vorbei an Honezovice und Lisov am Nordrand des Horzinawaldes entlang. Am Unterlauf des Baches befinden sich Ferienhaussiedlungen. Kurz vor seiner Mündung wird der Bach von der Bahnstrecke Plzeň–Furth im Wald. Nach 12,5 Kilometern mündet die Hořina anderthalb Kilometer südwestlich von Hradec am nordöstlichen Fuße der Hořina (Horzina, 408 m n.m.) in die Radbuza. Ihr Einzugsgebiet beträgt 58,3 km².

## Zuflüsse
- Skapecký potok (l), in Hradišťany
- Nedražický potok (l), bei Honezovice